# Yangtousheng
Yangtousheng (kinesiska: 阳头升, 阳头升乡) är en socken i Kina. Den ligger i provinsen Shanxi, i den norra delen av landet, omkring 200 kilometer sydväst om provinshuvudstaden Taiyuan. Antalet invånare är 9 463. Befolkningen består av 4 503 kvinnor och 4 960 män. Barn under 15 år utgör 18,0 %, vuxna 15-64 år 74 %, och äldre över 65 år 6,0 %.
Genomsnittlig årsnederbörd är 815 millimeter. Den regnigaste månaden är juli, med i genomsnitt 264 mm nederbörd, och den torraste är december, med 2 mm nederbörd.